# Ochropleura zernyi
Ochropleura zernyi är en fjärilsart som beskrevs av Charles E. Rungs 1952. Ochropleura zernyi ingår i släktet Ochropleura och familjen nattflyn. Inga underarter finns listade i Catalogue of Life.